# Bíró Lajos (szobrász)

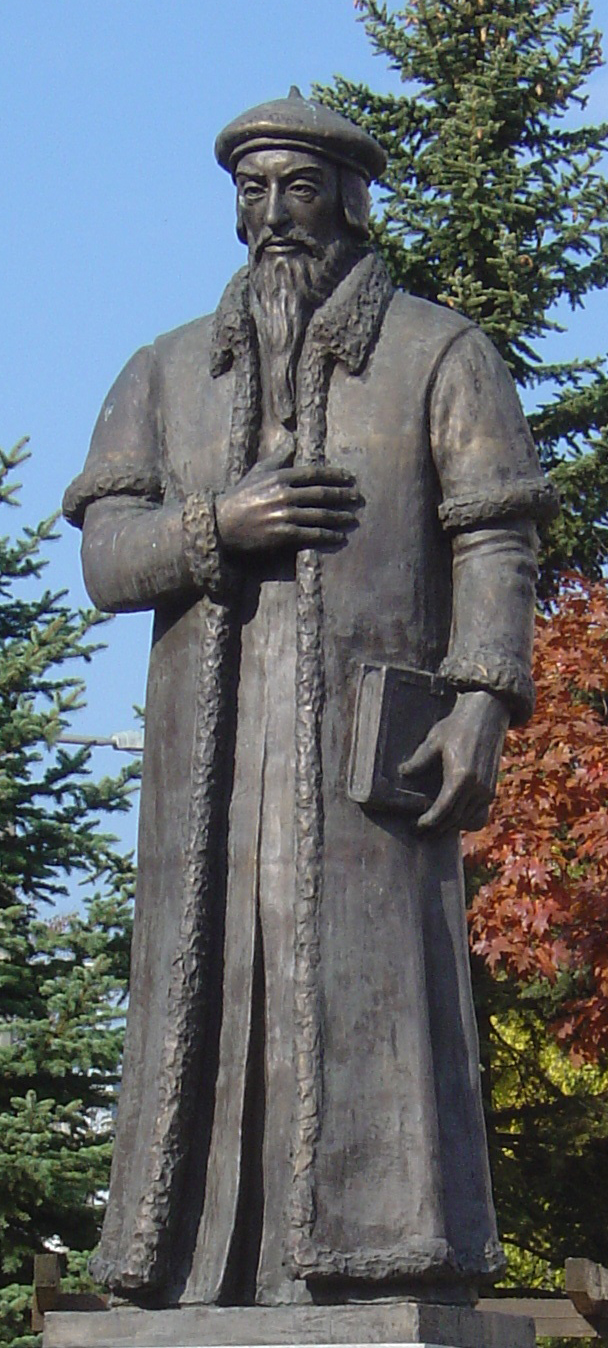
Kálvin szobra Mátészalkán

Bíró Lajos  (Csenger, 1959. október 9. –) Munkácsy Mihály-díjas magyar szobrász.

## Életpályája
Budapesti Képző- és Iparművészeti Szakközépiskolában Borbás Tibor, Czinder Antal és Laluja András tanítványaként végzett. 1982-88-ig a Magyar Képzőművészeti Főiskolán folytatta tanulmányait, ahol Somogyi József növendéke volt. 1989-től nyolc évig a nyíregyházi Művészeti Szakközépiskolában szobrászatot tanított.
Monumentális szobrászatát a környezetbe komponált, fejlett anatómiai, arány- és stílusérzék jellemzi. Munkáit a klasszikus görög szobrászat elvei alapján a modern szobrászat felfogásával egyeztetve nagy mesterségbeli tudással készíti. Mühelyéből kisplasztikák és érmek is kikerülnek.

## Kiállítások

### Csoportos kiállítások (válogatás)
- 1987 Szőnyi-ösztöndíjasok kollektív kiállítása, Csontváry Terem, Budapest
- 1990 20. Salgótarjáni Tavaszi Tárlat, Nógrádi Történeti Múzeum, Salgótarján
- 1991 Szabolcs-Szatmár-Bereg Megyei Képző- és Iparművészek Kiállítása, Körmöcbánya-Nagybánya
- 1994 I. Beregi Képzőművészeti Tárlat, Vásárosnamény
- 1995 Bronz Háromszög : vándorkiállítás, Városi Galéria, Nyíregyháza; Uherské Hraditste, Múzeum, Körmöcbánya
- 1997 Magyar Szalon '97, Műcsarnok, Budapest.

### Egyéni kiállítások (válogatás)
- 1986 Püspökladány
- 1987 Galerie Saskia, Tampere, Finnország

## Művei

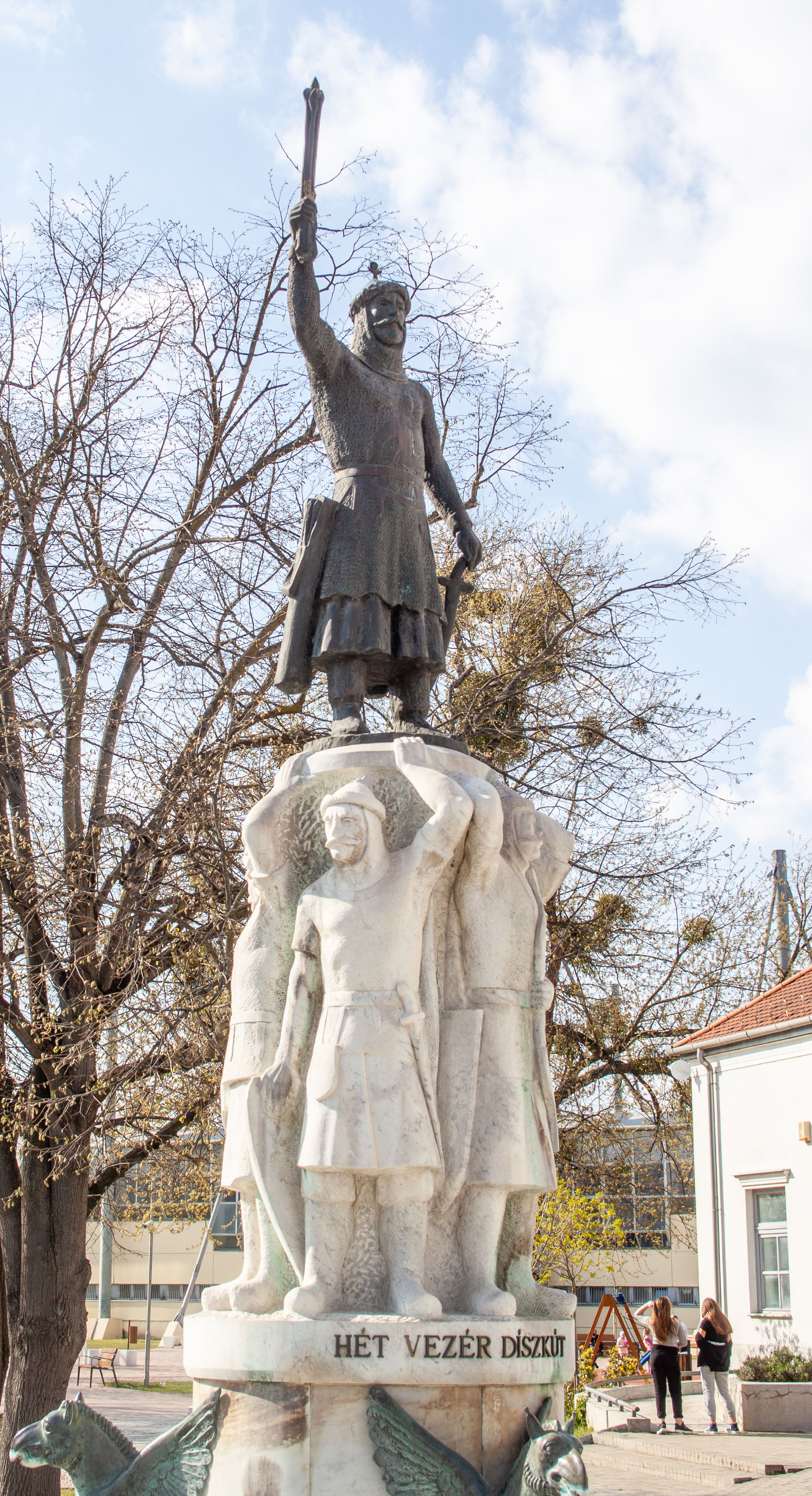
Hét vezér díszkút, Mátészalka

### Köztéren (válogatás)
- Than Károly-portré (bronz, mellszobor, 1987, Budapest, Than Károly Vegyipari Szakközépiskola)
- Dózsa György-portré (bronz, mellszobor, 1987, Tyukod)
- Mécsest tartó kisfiú (bronz, állószobor, 1988, Mátészalka, Jubileumi emlékpark)
- Héliosz kancáival (bronz, mészkő, 1989, Ajka, Új Városközpont)
- Táncoló kislány (bronz, fa, 1990, Mátészalka, Gyermekotthon)
- A II. világháború alatti lengyel menekültek emlékműve (bronz, bazalt, 1990, Nyíregyháza, Sóstógyógyfürdő, Blaha L. sétány)
- Kölcsey Ferenc (bronz, dombormű, 1992, Fehérgyarmat, Beregszász)
- Balázs Ferenc mellszobra (bronz, kő, 1992, Mátészalka, Kölcsey park)
- Berda József-portré (bronz, mellszobor, 1992, Budapest, IV. ker., Piac tér)
- Hét vezér kútja (márvány, szoborkompozíció, 1993–96, Mátészalka, Művelődési Központ előtt)
- Hősi emlékmű (1993, Nádor, Református templom előtt)
- A II. világháború áldozatainak emlékműve (mészkő, emlékmű, 1993, Mándok)
- A háborúk áldozatainak emlékműve (mészkő, bronz, emlékmű, 1993, Ópályi)
- A II. világháború áldozatainak emlékműve (bazalt, szürkemészkő, 1994, Mátészalka, Református temető)
- Kossuth Lajos mellszobor (bronz, süttői márvány, szobor, 1996, Tyukod)
- Móricz Zsigmond mellszobor (bronz, kő, szobor, 1997, Mátészalka)
- Kölcsey Ferenc szobor (bronz, szobor, 1998, Mátészalka, Kölcsey park).
- Kálvin szobra (Mátészalka, 1999)
- Báthory István mellszobra (Nyírbátor)

### Közgyűjteményben (válogatás)

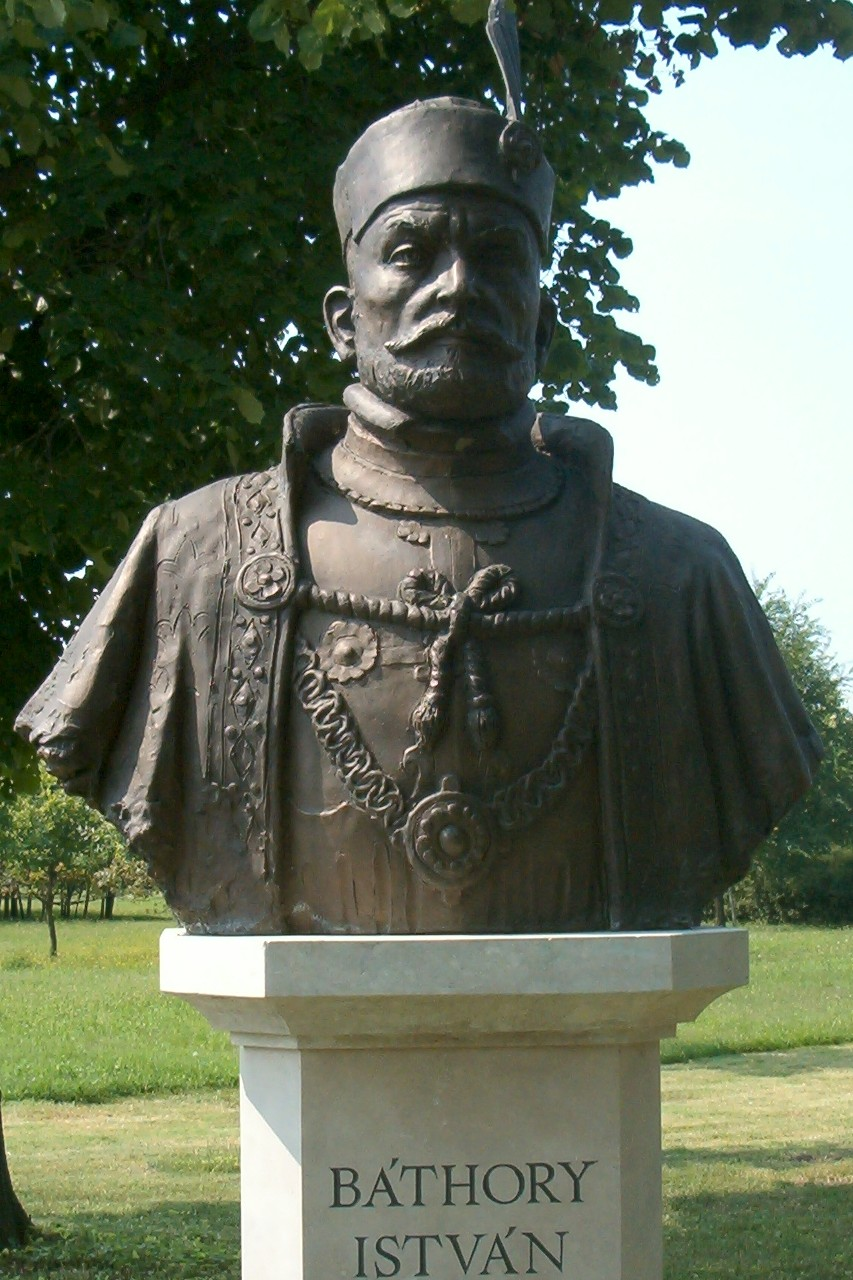
Báthory István mellszobra, Ópusztaszer

- Magyar Nemzeti Galéria, Budapest
- Városi Galéria, Nyíregyháza

## Díjak
- 1986 Herman Lipót-díj
- 1985 - 1988 Szőnyi István-ösztöndíj
- 1994 I. Beregi Képzőművészeti Tárlat díja
- 2020 Munkácsy Mihály-díj[2]

## Művésztelepek, Szimpóziumok
- 1988 mátészalkai Nemzetközi Szobrász Szimpózium
- 1997 Nyíregyháza-sóstói Nemzetközi Éremművészeti és Kisplasztikai Alkotótelep